# FIRA Women's European Championship División B 2001
El FIRA Women's European Championship División B de 2001 fue la segunda edición del torneo femenino de rugby.

## Equipos participantes
- Selección femenina de rugby de Alemania
- Selección femenina de rugby de Bélgica
- Selección femenina de rugby de Países Bajos
- Selección femenina de rugby de Suecia

## Desarrollo

### Posiciones
| Pos. | Equipo       | Encuentros | Encuentros | Encuentros | Encuentros | Tantos  | Tantos    | Tantos     | Puntos Totales |
| Pos. | Equipo       | jugados    | ganados    | empatados  | perdidos   | a favor | en contra | diferencia | Puntos Totales |
| ---- | ------------ | ---------- | ---------- | ---------- | ---------- | ------- | --------- | ---------- | -------------- |
| 1    | Suecia       | 3          | 3          | 0          | 0          | 118     | 25        | +93        | 6              |
| 2    | Países Bajos | 3          | 2          | 0          | 1          | 95      | 19        | +76        | 4              |
| 3    | Alemania     | 3          | 1          | 0          | 2          | 88      | 32        | +56        | 2              |
| 4    | Bélgica      | 3          | 0          | 0          | 3          | 0       | 233       | -233       | 0              |

### Partidos
| 7 de mayo | Países Bajos | 66 - 0 | Bélgica |  |  |

| 7 de mayo | Suecia | 15 - 13 | Alemania |  |  |

| 9 de mayo | Países Bajos | 17 - 6 | Alemania |  |  |

| 9 de mayo | Suecia | 90 - 0 | Bélgica |  |  |

| 12 de mayo | Alemania | 67 - 0 | Bélgica |  |  |

| 12 de mayo | Suecia | 13 - 12 | Países Bajos |  |  |